# Mango-fruitvlieg
De mango-fruitvlieg (Ceratitis cosyra) is een Afrikaanse fruitvlieg die schadelijk is voor verschillende gewassen, maar het meest voor de mango. De vlieg komt voor in verschillende landen, zoals Ivoorkust, Kenia, Zuid-Afrika, Tanzania, Oeganda, Zambia, Zimbabwe en Madagaskar.
Het lijf en de vleugels van het insect zijn geelachtig met in ringen gerangschikte zwarte vlekjes op het begin van het borststuk. De rugzijde is geelachtig, met middenop twee kleine vlekjes, en twee grote vlak bij het scutellum. De drie brede, zwarte strepen op het scutellum zijn gescheiden door smalle, gele strepen. De vleugellengte is 4 tot 6 mm.